# Артек. Сквозь столетия
«Артек. Сквозь столетия» — российский комедийный фильм Карена Захарова и Армена Ананикяна. Выход в широкий прокат состоялся 12 июня 2025 года. Фильм был приурочен к столетию детского центра Артека.

## Сюжет
Митя Неверовский — потомок легендарного генерал-лейтенанта. Но для своих родителей Митя — сплошная головная боль, он совершенно неуважительно относится к истории своей семьи, не ценит тот факт, что его предки — выдающиеся личности. Родители отправляют Митю в «Артек», где ему явно скучно, но желание выступить на «Артек-Арене» в рамках праздничного концерта — мечта для юного музыканта, и он хочет стать известным рэпером. Правда, прежде чем его мечта осуществится, Мите предстоит пройти немало испытаний. Первое приключение начинается в 1925 году, куда Митя попадает вместе с Птичкиным, где они, совершив немало ошибок, проваливают миссию — за это петля времени забрасывает героев в 1812 год. Ход истории может быть нарушен настолько, что ни лагеря «Артек», ни самого Мити в настоящем может не оказаться.

## В ролях
- Михаил Галустян — Сергей Сергеевич Курочкин

- Тимофей Попович — Митя Неверовский

- Роман Поставалов — Андрей Андреевич Птичкин

- Виталий Гогунский — Клюев

- Дмитрий Миллер — папа Мити

- Ольга Красько — мама Мити

- Алевтина Майер — Надя Зубова (1812 г.)

- Екатерина Семëнова — Тамара Неверовская (1925 г.)

- Илья Носков — генерал Неверовский (1812 г.)

- Сергей Баталов — Зиновий Петрович Соловьев (1925 г.)

- Сергей Степин — Федор Федорович Шишмарев (1925 г.)

- Янис Политов — Абсолют

- Леон Тафара — Александр Сергеевич Пушкин (1812 г.)

- Юлия Такшина —  маменька (1812 г.)

- Евгений Михеев — Азаров (1812 г.)

- Себастьян Сисак — Жан-Луи (1812г.)

- Артем Сарибеков — Роберт Сарибеков

## Отзывы
Рейтинг на сервисе «Кинопоиск» составил "6.7".
Imdb — 5,5 

## Награды
Фильм «Артек». Сквозь столетия» стал победителем  Международного детского кинофестиваля «Алые паруса». 

## Сиквел
В июне сообщили, что сейчас идёт работа над третьей частью франшизы, в которой будет рассказана история самой продолжительной смены в «Артеке» — лета 1941 года. 